# Apatura iris
Apatura iris, fluturele cu irizații, este un fluture diurn, de talie mare, cu corpul negru din familia Nymphalidae. Anvergura  aripilor este de 60 – 80 mm, de culoare brun deschisă la femelă, la mascul brun negricioasă cu irizații de culoarea albastru-metalizat, în funcție de unghiul din care este privit. Pe fața superioară a aripilor anterioare apar pete de culoare alb-sidefat, iar pe aripile posterioare petele se transformă într-o bandă de aceeași culoare. Femela depune ouăle pe pe frunzele unor arbori. Are o generație pe an, viața in formă de fluture durează din mai până in august. Iernează sub formă de larvă. Hrana fluturilor adulți o constituie seva arborilor (plop, salcie, arin etc.) nu nectarul, de aceea nu pot fi văzuți pe flori. Larvele sunt de culoare verde albăstrui și se hrănesc cu frunze. 
Au un zbor rapid, și sunt foarte precauți, fapt care face foarte grea fotografierea lor.  
Este o specie rară, ocrotită.

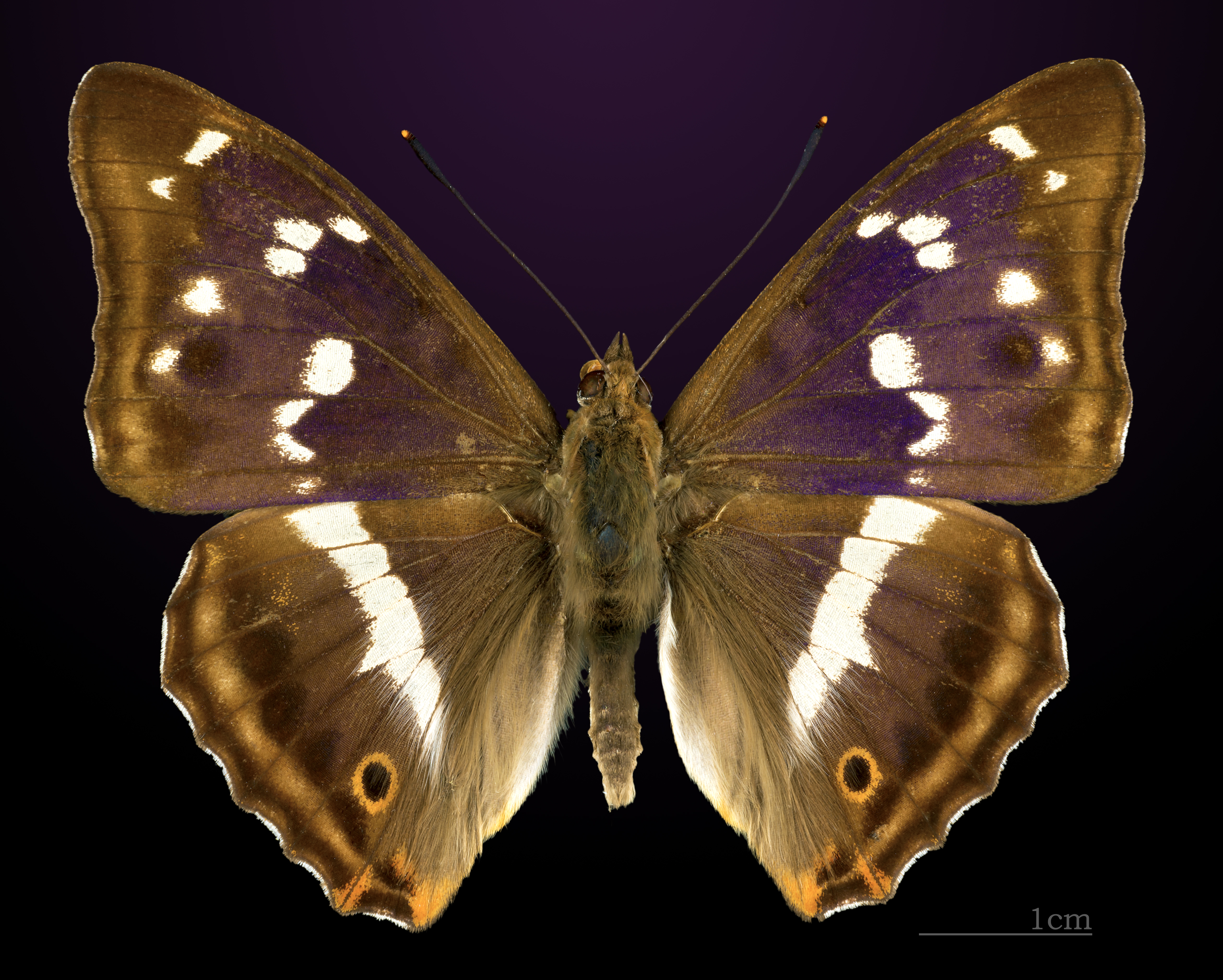
Apatura iris
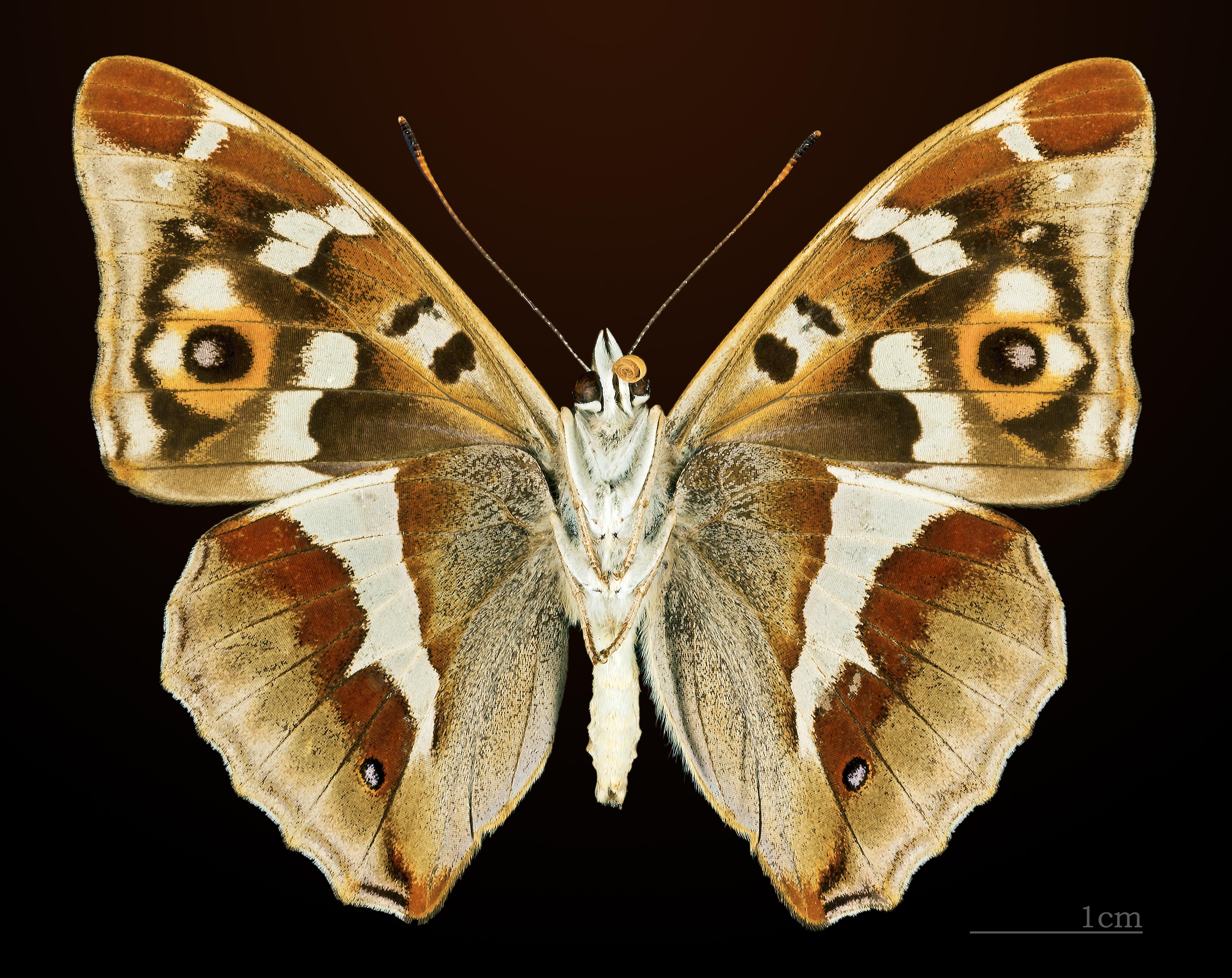
△ Apatura iris